# Milagre no Gelo

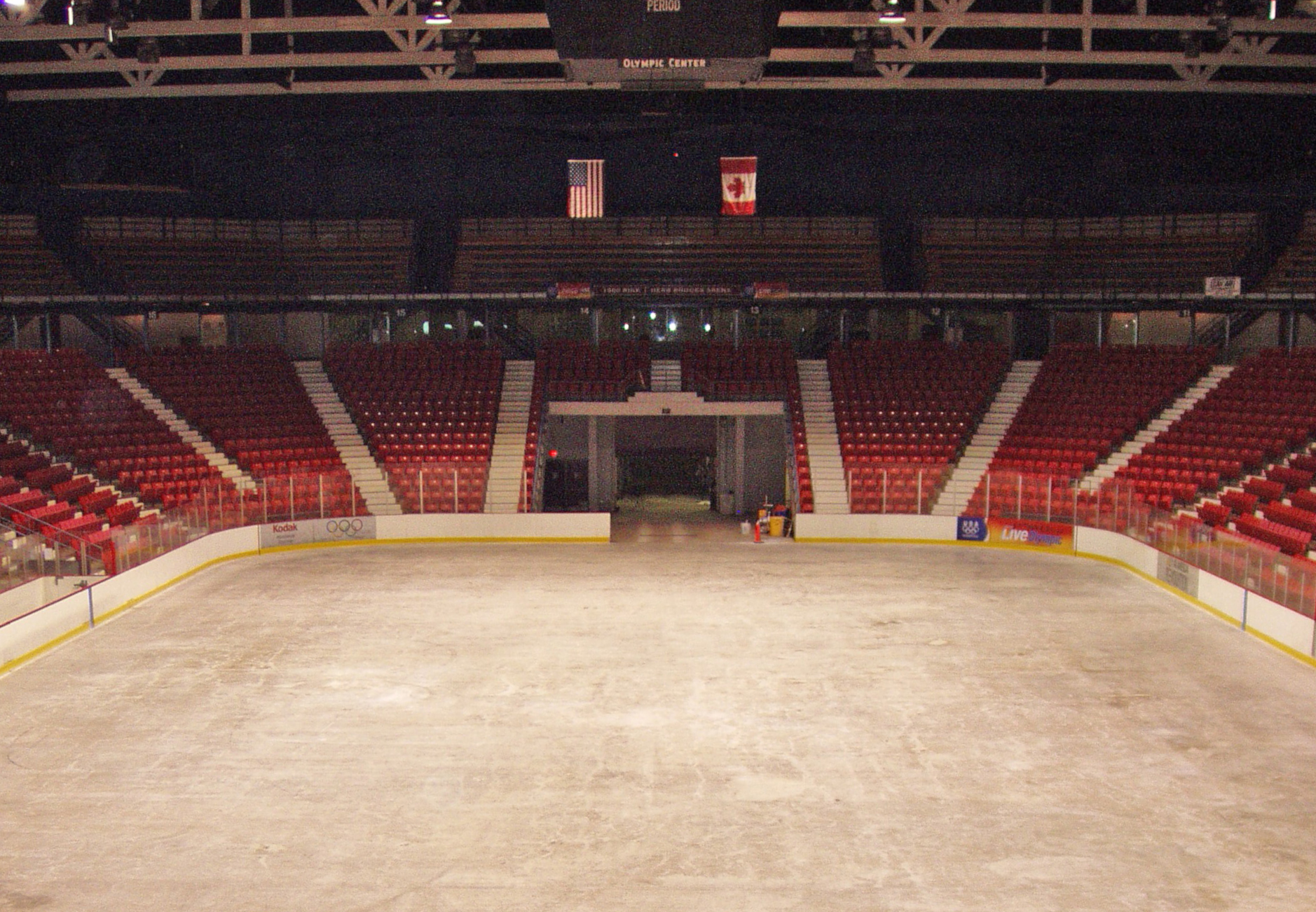
Local onde ocorreu o episódio, Herb Brooks Arena, nos dias atuais.

Milagre no Gelo (Miracle on Ice, em inglês) é o nome popular dado ao jogo de hóquei no gelo nas Olimpíadas de Inverno de 1980, no qual o time amador dos Estados Unidos bateu o longo domínio da forte favorita ao título, a União Soviética.
O jogo ocorreu em 22 de fevereiro de 1980, em Lake Placid, Nova Iorque,durante a fase final do torneio naquela edição dos Jogos Olímpicos de Inverno. Os EUA ganharam a medalha de ouro,após ganharem o jogo contra a Finlândia , a URSS, a de prata, e a Suécia, a de bronze. O feito é considerado um dos grandes momentos desse esporte nos Estados Unidos.